# Valençona Castell
Valençona Castell (València, 1285 - València, 1340) fou una camperola i propietària, muller del cronista Ramon Muntaner.

## Biografia
Era la pubilla de l'alqueria de Xilvella a l'Horta de València i procedia d'una família camperola benestant. L'any 1299, amb 14 anys, la van prometre a Ramon Muntaner. La família de Muntaner havia emigrat a València després de la destrucció de Peralada l'any 1285. El noi era lletrat i procedia d'una família que havia estat rellevant en la vila empordanesa, però no pas noble; es va enrolar com a soldat de fortuna, i deixà a València la jove promesa. Va estar al servei dels reis del casal d'Aragó a Menorca, Sicília i Grècia, entre altres destinacions.
Valençona va ser, doncs, la noia que espera pacientment el retorn del promès, que finalment, després de nombroses batalles i aventures per la Mediterrània, va retornar per casar-se amb ella, i amb un brillant ascens polític.
Ramon Muntaner feia més de deu anys que anava pel món. Arribava a Sicília, després de tornar de la campanya de Grècia, per demanar llicència al rei Frederic: «que jo pogués anar a les parts de Catalunya e prendre ma muller que havia afermada, fadrina, en la ciutat de València bé havia deu anys». Va preparar curosament el seu retorn, havia armat una nau amb cent remers i havia comprat l'aixovar per al casament; però el rei li manà que es fes càrrec del comandament de l'illa de Djerba que es trobava en una difícil situació.
Muntaner va estar-se a Djerba durant dos anys. Llavors, va emprendre viatge per anar-se a casar. Era l'any 1311, ell tenia quaranta-sis anys, ella en tindria uns vint menys. Es van estar a Xilvella només vint-i-tres dies, després van embarcar cap a Djerba, on van fer una gran festa per ells i visqueren en pau durant tres anys; allà nasqueren els seus dos fills, Macari i Martí.
Però la guerra continuava i Djerba estava a punt de ser atacada per Robert d'Anjou; llavors, el rei Frederic li va manar que fes marxar del castell les dones i els nens. Muntaner va llogar una nau i hi va fer embarcar la seva muller i els dos fills. Imaginem el viatge de tornada de Valençona, més d'un mes en una galera en un llarguíssim peregrinar pels ports de cabotatge del nord d'Àfrica i de la costa peninsular fins a arribar a València amb els seus fills tan petits i prenyada de cinc mesos. Poc després, Valençona, tingué una nena, Caterina.
El seu marit va retornar al cap d'un parell d'anys, si bé anava i venia de diverses missions. Just a l'alqueria de Xilvella, Ramon Muntaner situa la visió que el mogué a escriure. Ens diu que, en somnis, va veure un home vestit de blanc que l'empenyé a redactar la crònica i que abans de desaparèixer, el va senyar i el va beneir a ell, la muller i els fills. Va ser, doncs, al costat de Valençona que va trobar la pau suficient per recordar i escriure. Crec que amb aquesta benedicció el cronista reconeixia en certa manera el paper de la seva dona, silenciosa, esperant, parint, i estant al seu costat quan començà a redactar la crònica. És com si ella i l'horta li donessin la pau d'esperit suficient per escriure. Però, sempre inquiet, va tornar a marxar i morí a Eivissa l'any 1332. De Valençona, no en sabem res més.